# 紫斑光背蟹
紫斑光背蟹（学名：Lissocarcinus orbicularis）为梭子蟹科光背蟹属的动物。分布于日本、夏威夷、斐济群岛、澳大利亚、印度、斯里兰卡、毛里求斯、红海、南非以及中国大陆的西沙群岛等地，生活环境为海水，多见于梅花参的触手间以及绿刺参的呼吸树上。